# Katsuaki Fujiwara
 (juillet 2025).
Si vous disposez d'ouvrages ou d'articles de référence ou si vous connaissez des sites web de qualité traitant du thème abordé ici, merci de compléter l'article en donnant les références utiles à sa vérifiabilité et en les liant à la section « Notes et références ».
Pas d'image ? Cliquez ici
Katsuaki Fujiwara (藤原 克昭, Fujiwara Katsuaki), né le 27 mars 1975 à Shimonoseki, dans la préfecture de Yamaguchi, est un pilote de vitesse moto japonais.

## Biographie
Katsuaki Fujiwara a participé à de nombreuses équipes renommées, comme le Team Suzuki Alstare, le Team Honda Ten Kate, où il a été le coéquipier du pilote français Sébastien Charpentier en 2005, ou encore plus récemment le team officiel Kawasaki ; signe de son talent certain qu'il n'a malheureusement jamais pu concrétiser par un titre de Champion du Monde.
En 2002, il est vice-champion du Monde Supersport et termine 5e la saison suivante. En 2005 et 2007, il finit respectivement 3e et 4e du championnat.
En 2010, il est le deuxième pilote officiel Kawasaki en Championnat du Monde Supersport dans le Team Kawasaki Provec Motocard.com aux côtés de l'espagnol Johan Lascorz.

## Palmarès
- GP de Lausitz 2002
- GP d'Imola 2002
- GP de Valencia 2003
- GP de Losail 2005
- GP de Monza 2005

## Carrière
- 2010 - Championnat du Monde FIM Supersport (Kawasaki ZX-6 RR Ninja)
- 2009 - 10e du Championnat du Monde FIM Supersport (Kawasaki ZX-6 RR Ninja)
- 2008 - 22e du Championnat du Monde Supersport (Kawasaki ZX-6 RR Ninja)
- 2007 - 4e du Championnat du Monde Supersport (Honda CBR 600 RR)
- 2006 - 13e du Championnat du Monde Supersport (Honda CBR 600 RR)
- 2005 - 3e du Championnat du Monde Supersport (Honda CBR 600 RR)
- 2004 - 10e du Championnat du Monde Supersport (Suzuki GSX 600 R)
- 2003 - 5e du Championnat du Monde Supersport (Suzuki GSX 600 R)
- 2002 - 2e du Championnat du Monde Supersport (Suzuki GSX 600 R)
- 2001 - 12e du Championnat du Monde Supersport (Suzuki GSX 600 R)
- 2000 - 9e du Championnat du Monde Superbike (Suzuki GSX 750 R)
- 1999 - 9e du Championnat du Monde Superbike (Suzuki GSX 750 R)
- 1997 - 2e du Championnat Superbike japonais (Suzuki GSX 750 R)
- 1995 - 3e in du Championnat Superbike japonais (Kawasaki ZX-7 RR Ninja)
- 1989 - 1er du Championnat Minibike Endurance Series

## Statistiques

### Par années
| Sais  | Cat.       | Moto                   | Course | Vict | Pod | Pole | MT¹ |
| ----- | ---------- | ---------------------- | ------ | ---- | --- | ---- | --- |
| 1995  | Superbike  | Kawasaki ZX-7 RR Ninja | 2      | 0    | 1   | 0    | 0   |
| 1996  | Superbike  | Suzuki GSX 750 R       | 2      | 0    | 0   | 0    | 0   |
| 1997  | Superbike  | Suzuki GSX 750 R       | 3      | 0    | 0   | 0    | 0   |
| 1999  | Superbike  | Suzuki GSX 750 R       | 26     | 0    | 0   | 0    | 0   |
| 2000  | Superbike  | Suzuki GSX 750 R       | 26     | 0    | 1   | 0    | 0   |
| 2001  | Supersport | Suzuki GSX 600 R       | 11     | 0    | 0   | 1    | 0   |
| 2002  | Supersport | Suzuki GSX 600 R       | 12     | 3    | 7   | 2    | 0   |
| 2003  | Supersport | Suzuki GSX 600 R       | 11     | 1    | 5   | 2    | 4   |
| 2004  | Supersport | Suzuki GSX 600 R       | 10     | 0    | 1   | 0    | 0   |
| 2005  | Supersport | Honda CBR 600 RR       | 10     | 2    | 4   | 0    | 1   |
| 2006  | Supersport | Honda CBR 600 RR       | 8      | 0    | 1   | 0    | 0   |
| 2007  | Supersport | Honda CBR 600 RR       | 13     | 0    | 3   | 0    | 2   |
| 2008  | Supersport | Kawasaki ZX-6 RR Ninja | 13     | 0    | 0   | 0    | 0   |
| 2009  | Supersport | Kawasaki ZX-6 RR Ninja | 14     | 0    | 0   | 0    | 0   |
| 2010* | Supersport | Kawasaki ZX-6 RR Ninja | 1      | 0    | 0   | 0    | 0   |
| Total |            |                        | 162    | 6    | 23  | 5    | 7   |

- *Saison en cours
- ¹Meilleur tour en course

### Par catégorie
| Cat.       | Année               | Courses | Victoires | Podiums | Pole | M.tours¹ |
| ---------- | ------------------- | ------- | --------- | ------- | ---- | -------- |
| Superbike  | 1995-1997/1999-2000 | 59      | 0         | 2       | 0    | 0        |
| Supersport | Depuis 2001         | 103     | 6         | 21      | 5    | 7        |
| Total      | 1995-?              | 162     | 6         | 23      | 5    | 7        |

¹ Meilleurs tours en course